# Martin Klöckener
Martin Klöckener (* 13. Oktober 1955 in Neheim-Hüsten) ist ein deutscher Liturgiewissenschaftler und Hochschullehrer. Er lehrte zwischen 1994 und 2023 als Professor im westschweizerischen Freiburg im Üechtland.

## Biografie

### Ausbildung
Klöckener studierte Philosophie, Katholische Theologie, Latinistik und Pädagogik an der Theologischen Fakultät Paderborn sowie der Julius-Maximilians-Universität Würzburg und der Universität Bielefeld. Im Jahr 1985 wurde er in Paderborn – betreut von Heinrich Rennings als Doktorvater – mit der Dissertation Die Liturgie der Diözesansynode. Studien zur Geschichte und Theologie des „Ordo ad Synodum“ des „Pontificale Romanum“ zum Dr. theol. promoviert.

### Berufliche Karriere
Zwischen 1979 und 1989 war er als wissenschaftlicher Mitarbeiter an der Theologischen Fakultät Paderborn (für Liturgiewissenschaft) und der Universität Bielefeld (für Latinistik) tätig. Anschließend arbeitete Klöckener bis 1994 als  wissenschaftlicher Rat und Bibliotheksleiter am Deutschen Liturgischen Institut Trier. Zum 1. Oktober 1994 folgte er einem Ruf als ordentlicher Professor und Inhaber des zweisprachigen Lehrstuhls für Liturgiewissenschaft an die Universität Freiburg/Fribourg in der Schweiz. Nach 28 Jahren als Professor wurde er am 30. September 2022 emeritiert.
An der Universität Freiburg amtierte Klöckener seit 1999 als Direktor des Instituts für Liturgiewissenschaft, von 2000 bis 2004 und erneut ab Januar 2013 als Präsident des Departments für Praktische Theologie sowie von August 2008 bis Juli 2010 als Dekan der Theologischen Fakultät. Darüber hinaus war er seit 2007 Mitglied und ab 2012 Vizepräsident des Universitätssenats.

## Forschung
Klöckeners wissenschaftliche Hauptinteressen lagen auf der Geschichte der Liturgie (hier insbesondere auf der Spätantike und Augustinus von Hippo), der Geschichte und Interpretation liturgischer Quellen, der Liturgie in der Schweiz sowie der Liturgiereform des Zweiten Vatikanischen Konzils und deren Rezeption. Er fungierte als Hauptherausgeber der wissenschaftlichen Fachzeitschriften Archiv für Liturgiewissenschaft und Spicilegium Friburgense sowie des liturgiewissenschaftlichen Handbuchs Gottesdienst der Kirche. Ferner war er Mitherausgeber des Augustinus-Lexikons und leitendes Mitglied in zahlreichen wissenschaftlichen und kirchlichen Kommissionen und Institutionen.

## Publikationen (Auswahl)
- Die Liturgie der Diözesansynode. Studien zur Geschichte und Theologie des „Ordo ad Synodum“ des „Pontificale Romanum“ (= Liturgiewissenschaftliche Quellen und Forschungen. Bd. 68). Aschendorff, Münster 1986, ISBN 3-402-03854-4.
- mit Benedikt Kranemann u. a.: Mysteria interpretari. Liturgiewissenschaftliche Versuche (Festgabe für Angelus Häußling). Maschinenschriftl. Bonn u. a. 1992.
- Beitrag in: Paul Ringseisen: Morgen- und Abendlob mit der Gemeinde. Geistliche Erschliessung, Erfahrungen und Modelle. Herder, Freiburg im Breisgau 1994.
- Im Dienst der Liturgie. Publikationen des Deutschen Liturgischen Instituts von 1948 bis August 1994. Deutsches Liturgisches Institut, Trier 1994.
- Die liturgischen Bücher im deutschen Sprachgebiet. Verzeichnis für die pastoralliturgische Arbeit, die liturgische Bildung und das liturgiewissenschaftliche Studium (Stand: 1. Oktober 1995). Deutsches Liturgisches Institut, Trier 1995.
- hrsg. mit Benedikt Kranemann, Michael B. Merz (Hg.): Angelus Häußling, Christliche Identität aus der Liturgie. Theologische und historische Studien zum Gottesdienst der Kirche (= Liturgiewissenschaftliche Quellen und Forschungen. Bd. 79). Aschendorff, Münster 1997.
- hrsg. mit Benedikt Kranemann: Liturgiereformen. Historische Studien zu einem bleibenden Grundzug des christlichen Gottesdienstes. (= Liturgiewissenschaftliche Quellen und Forschungen. Bd. 88). 2 Bände. Aschendorff, Münster 2002.
- hrsg. mit Benedikt Kranemann: Gottesdienst in Zeitgenossenschaft. Positionsbestimmungen 40 Jahre nach der Liturgiekonstitution des Zweiten Vatikanischen Konzils. Academic Press, Freiburg im Üechtland 2006.
- mit Benedikt Kranemann und Cyprian Krause: Der Gottesdienst der Kirche. Texte, Quellen, Studien. In: Archiv für Liturgiewissenschaft. Band 54, 2012, S. 157–301.
- Die Liturgiereform in der Geschichte. In: Gordon W. Lathrop, Martin Stuflesser (Hg.): Liturgiereform in den Kirchen. 50 Jahre nach Sacrosanctum Concilium. Regensburg 2013, S. 57–79.